# Kupat cholim amamit

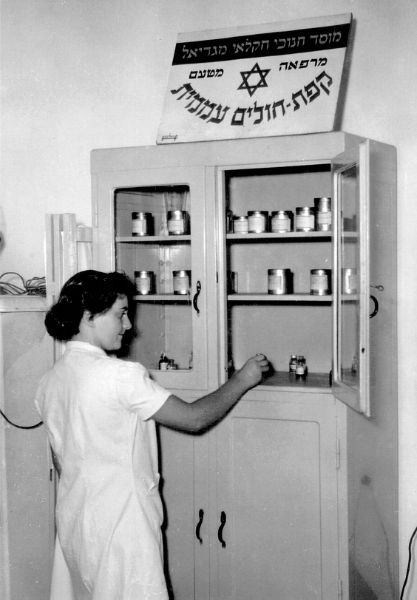
Klinika Kupat cholim amamit ve škole organizace Alija mládeže v obci Magdi'el

Kupat cholim amamit (hebrejsky: קופת חולים עממית, doslova Národní nemocenská pokladna, zkráceně jen עממית, Amamit) byla zdravotní pojišťovna v mandátní Palestině a Izraeli.

## Dějiny
Vznikla roku 1931 pro potřeby zemědělských vesnic napojených na organizaci Hitachdut ha-ikarim. Založení pojišťovny rovněž iniciovala sionistická organizace Hadasa. V roce 1974 se sloučila s pojišťovnou Kupat cholim šel ha-cijonim ha-klalim, čímž vznikla nynější třetí největší izraelská pojišťovna Kupat cholim me'uchedet.